# 拉斐爾·芬克爾
拉斐爾·芬克爾（英語：Raphael Finkel，1951年—）是一名美國計算機科學家，肯塔基大學退休教授。他編制了第一版新黑客詞典。他著有作業系統教科書《作業系統手冊》和编程范型入門書《高階程式語言設計》。芬克爾和喬恩·本特利創建了名為四元樹的資料結構。

## 生平
芬克爾出生於芝加哥。他就讀於芝加哥大學，獲得數學學士學位和教學碩士學位。之後，他在史丹佛大學獲得博士學位，師從文頓·瑟夫。
芬克爾也是一位保護意第緒語的積極分子，他推廣使用意第緒語，並提供字體、各種文字以及在個人電腦上書寫意第緒語的工具。

## 備註
1. ↑  .   [2024-01-10]. （原始内容存档于2023-11-20）.
2. ↑  .   [2024-01-10]. （原始内容存档于2018-12-22）.
3. ↑  .   [2024-01-10]. （原始内容存档于2018-10-11）.
4. ↑  An Operating Systems Vade Mecum, full 1988 edition downloadable from the author's website.
5. ↑  - Advanced Programming Language Design 的存檔，存档日期October 22, 2014，., full 1996 downloadable edition, linked from the author's website.
6. ↑  意第緒語：，羅馬化：Refoyls yidish veb-bletl，直译：「Raphael's Yiddish Webpage」

## 外部連結
- http://goanna.cs.rmit.edu.au/~santhas/research/paper1/node4.html （页面存档备份，存于）
- 拉斐爾·芬克爾在數學譜系計畫的資料。